# Villanova Monteleone
Villanova Monteleone (traducción italiana del topónimo sardo) o Biddanoa Monteleone (en lengua sarda y cooficialmente) es una localidad italiana de la provincia de Sassari, región de Cerdeña,  con 2.444 habitantes.

## Evolución demográfica
| Gráfica de evolución demográfica de Villanova Monteleone entre 1861 y 2001 |
|                                                                            |
| Fuente ISTAT - elaboración gráfica de Wikipedia                            |